# هوشبرماهیان
هوشبرماهیان (نام علمی: Narcinidae) نام یک تیره از راسته سپرماهی‌سانان است.